# Karl Müller (Politiker, 1897)

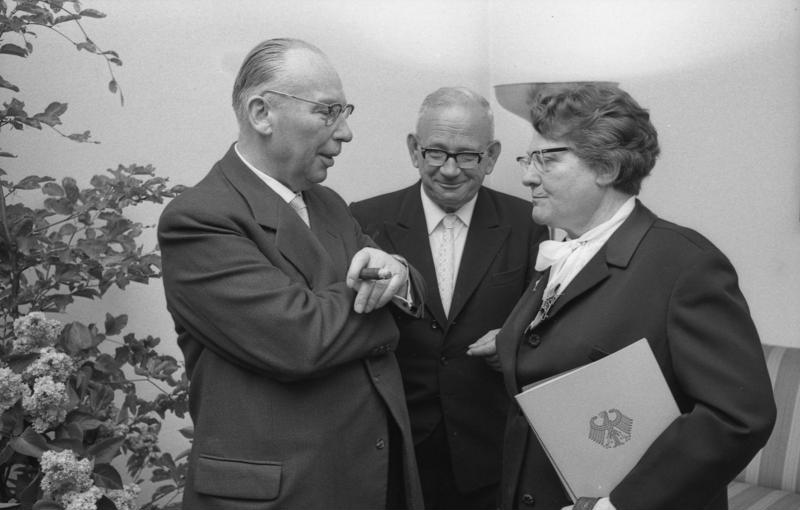
Karl Müller (links) erhält das Große Bundesverdienstkreuz

Karl Müller (* 11. Januar 1897 in Glatt (Sulz am Neckar); † 21. Juli 1982 in Ravensburg) war ein deutscher Politiker (SPD).

## Leben
Nach dem Abschluss der Volksschule besuchte Müller auch noch die Handelsschule und absolvierte eine Lehre zum Bau- und Kunstschlosser. Anschließend bildete er sich in Kursen des Metallarbeiterverbandes, dem er seit 1914 angehörte, fort. Am Ersten Weltkrieg nahm er von 1916 bis 1918 teil. Anschließend arbeitete er wieder in seinem erlernten Beruf. Von 1929 bis zum Verbot der Freien Gewerkschaften 1933 war er hauptberuflicher Gewerkschaftssekretär. Nach der Machtübernahme der Nationalsozialisten war er zunächst bis 1936 arbeitslos, konnte dann jedoch wieder als Schlosser arbeiten.

## Politik
Müller trat 1920 der SPD bei. Seit 1947 war er Vorsitzender des SPD-Kreisverbandes Ravensburg. Er war seit 1948 Ratsmitglied der Stadt Ravensburg und wurde 1951 in den Kreistag des Kreises Ravensburg gewählt. Von 1947 bis 1952 gehörte er dem Landtag von Württemberg-Hohenzollern und anschließend bis 1956 dem Landtag von Baden-Württemberg an. Von 1957 bis 1969 war er Bundestagsabgeordneter. Er war stets über die Landesliste Baden-Württemberg ins Parlament eingezogen.

## Ehrungen
- Großes Bundesverdienstkreuz (23. Mai 1965)[1]